# Неорганический неводный растворитель
Неорганический неводный растворитель — растворитель, отличный от воды не являющийся органическим соединением. Эти растворители используются в химических исследованиях и в промышленности для реакций, которые требуют специальной среды или не могут происходить в водных растворах. Неорганические неводные растворители можно разделить на две группы: протонные растворители и апротонные растворители. На ранней стадии исследований к  неорганическим неводным растворителям относили аммиак, фтороводород, серную кислоту, а также более специализированные растворители, гидразин и оксихлорид селена.

## Протонные неорганические неводные растворители
Основная группа включает в себя аммиак, фтороводород, серную кислоту, цианистый водород . Аммиак (а также несколько аминов) наиболее удобен для получения растворов с сильно восстанавливающими частицами, поскольку связь N-H противодействует восстановлению. Химия электридов и алкалидов опирается на аминные растворители.
Основой сверхкислотного раствора является комбинация HF и SbF5. Используя эту смесь, можно выделить сопряженную кислоту сероводорода :
H2S + HF + SbF5 → [H3S] SbF6

### Автоионизация
В данных растворителях ограничивающей кислотой является ион сольвония, как например ион H3O+ (гидроксоний) в воде. Сильной кислотой в этом случае будет кислота, которая более склонна отдавать ион водорода, чем ограничивающая кислота, и будет существовать в основной или полностью в диссоциированной форме. Точно так же ограничивающим основанием в данных растворителях будет являться сольват-ион, такой как ион ОН- (гидроксид) в воде. Основание, которое имеет большее смещение к протонам, чем ограничивающее основание, не может существовать в растворе, так как оно будет реагировать с растворителем.
Предельной кислотой в жидком аммиаке является аммоний - ион, который имеет значение pKa в воде 9,25. Ограничивающим основанием является амид- ион NH 2-. NH2- более сильное основание, чем ион гидроксида, поэтому не может существовать в водном растворе. Значение pKa аммиака, по оценкам, около 34.

## Апротонные неорганические неводные растворители
Основными представителями являются диоксид серы, фторид сульфурилхлорида, тетроксид диазота, трихлорид сурьмы и трифторид брома . Эти растворители оказались полезными для исследования высокоэлектрофильных или сильно окисляющих соединений или ионов. Некоторые из них, такие как SO2, SO2ClF, N2O4, представляют собой газы с температурой близкой к комнатной, поэтому с ними обращаются с использованием вакуумных линий .
Такие высокоэлектрофильные соли как [[IS7+ и BrS7+ получают в растворе SO2. Для получения солей SBr3+ также требуется смешанный растворитель, состоящий из SO2 и SO2 FCl.  Фторид сульфурилхлорида часто используется для синтеза соединений благородных газов.

### Автоионизация
В реакциях автоионизации участвуют многие неорганические растворители. Автоионизация растворителей дает эквивалент кислот и оснований в определении кислот и оснований в системе растворителей. Соответствующие автоионизации:
2BrF3 ⇌ BrF2 + + BrF4 -
N2O4 ⇌ NO + (нитрозоний) + NO3 - (нитрат)
2SbCl3 ⇌ SbCl2 + + SbCl4 -
2POCl3 ⇌ POCl2 + + POCl4 -
Согласно определению системы растворителей, основаниями считаются соединения, которые приводят к увеличению сольватных (отрицательных) ионов, где сольвоний и сольват являются обнаруженными ионами в чистом растворителе в равновесии со своими нейтральными молекулами, а кислотами являются  соединения, которые увеличивают концентрацию положительных (сольвониевых ) ионов:
Растворитель SO2 относительно несложный, он не самоионизируется.